# Indianola (Texas)

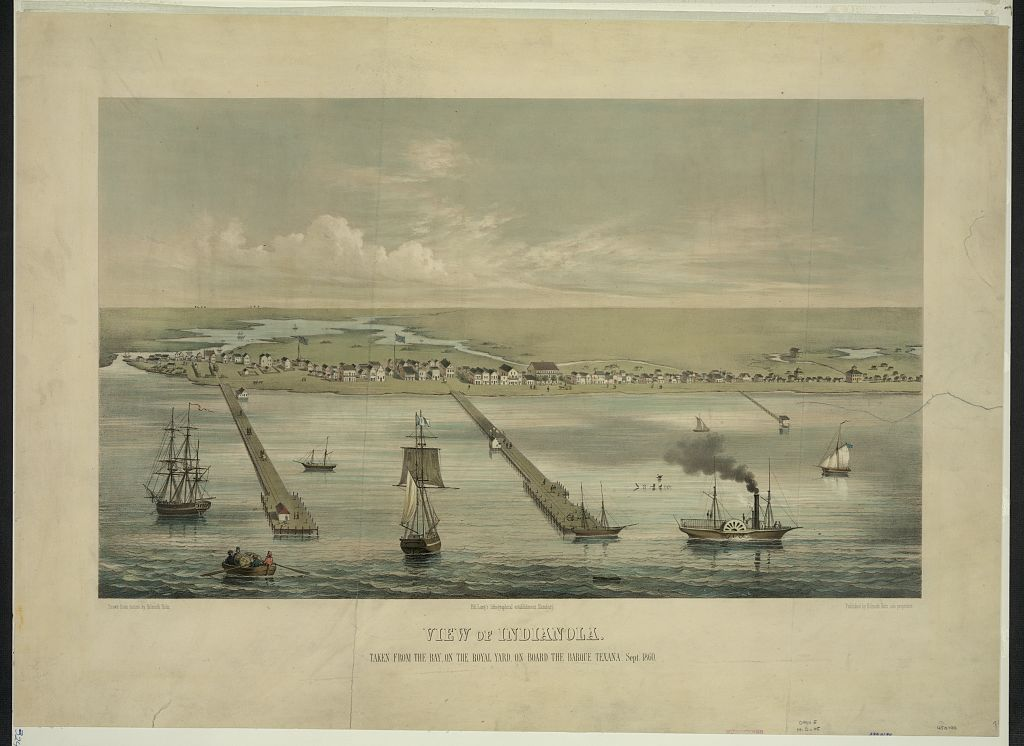
Veduta della cittadina in un'immagine d'epoca

Indianola è una città fantasma degli Stati Uniti d'America della contea di Calhoun nello Stato del Texas. In passato aveva raggiunto una popolazione di 5 000 abitanti.